# Manilal Nag

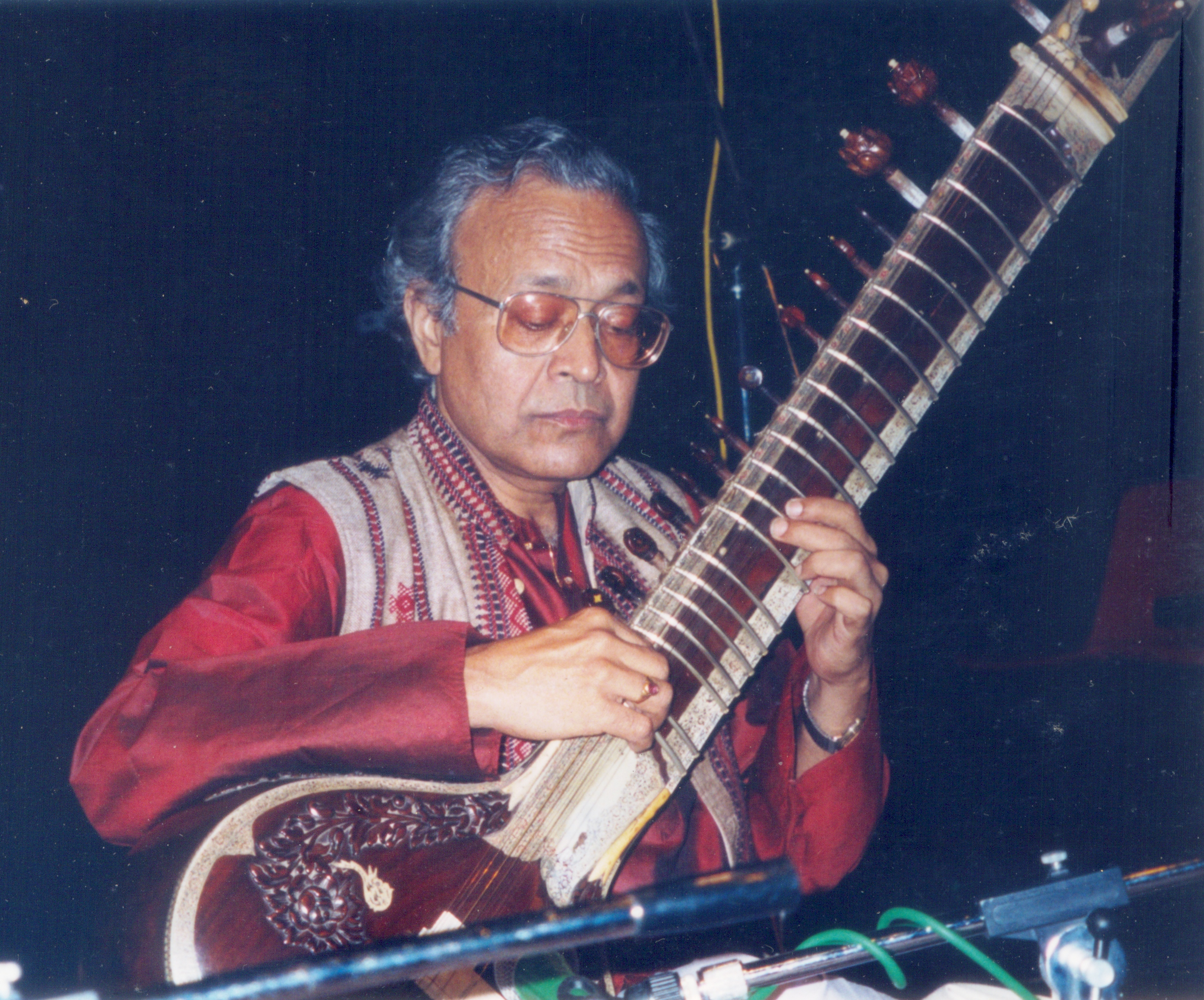
Manilal Nag

Manilal Nag (bengalisch মণিলাল নাগ Maṇilāl Nāg; * 16. August 1939 in Bankura) ist ein indischer Sitarspieler und Musikpädagoge.

## Leben
Nag ist der Sohn des Sitarspielers und Komponisten Sangeetacharya Gokul Nag. Bereits sein Großvater Govinda  Chandra Nag und sein Urgroßvater Bauridas Nag waren zu ihrer Zeit angesehene Sitarspieler. Er wurde von seinem Vater in klassischer indischer Instrumental- und Vokalmusik unterrichtet und gab sein Debütkonzert bei der All-lndia Music Conference 1953, begleitet von dem Tablaspieler Santa Prasad. Ab dem Folgejahr trat er in den Programmen von All India Radio auf.
In seiner Laufbahn trat Nag bei Musikfestivals in Indien und im Ausland auf. So tourte er 1973 durch die USA, Großbritannien und andere europäische Länder. 1980 besuchte er Australien, Bangladesch und Nepal, und 1985 wurde er nach Japan eingeladen. Als Lehrer unterrichtete er mehr als eintausend Studenten und gehörte der Abteilung Instrumentalmusik der ITC Sangeet Research Academy in Kalkutta an. Ausgezeichnet wurde er u. a. mit dem Sangeet Natak Akademi Award (2001) für seinen Beitrag zur klassischen indischen Musik, dem Senior Fellowship Award des indischen Kulturministeriums (2005) und der Goldenen Ehrenmedaille der Asiatic Society (2008).